# هلانیکوس میتیلنی

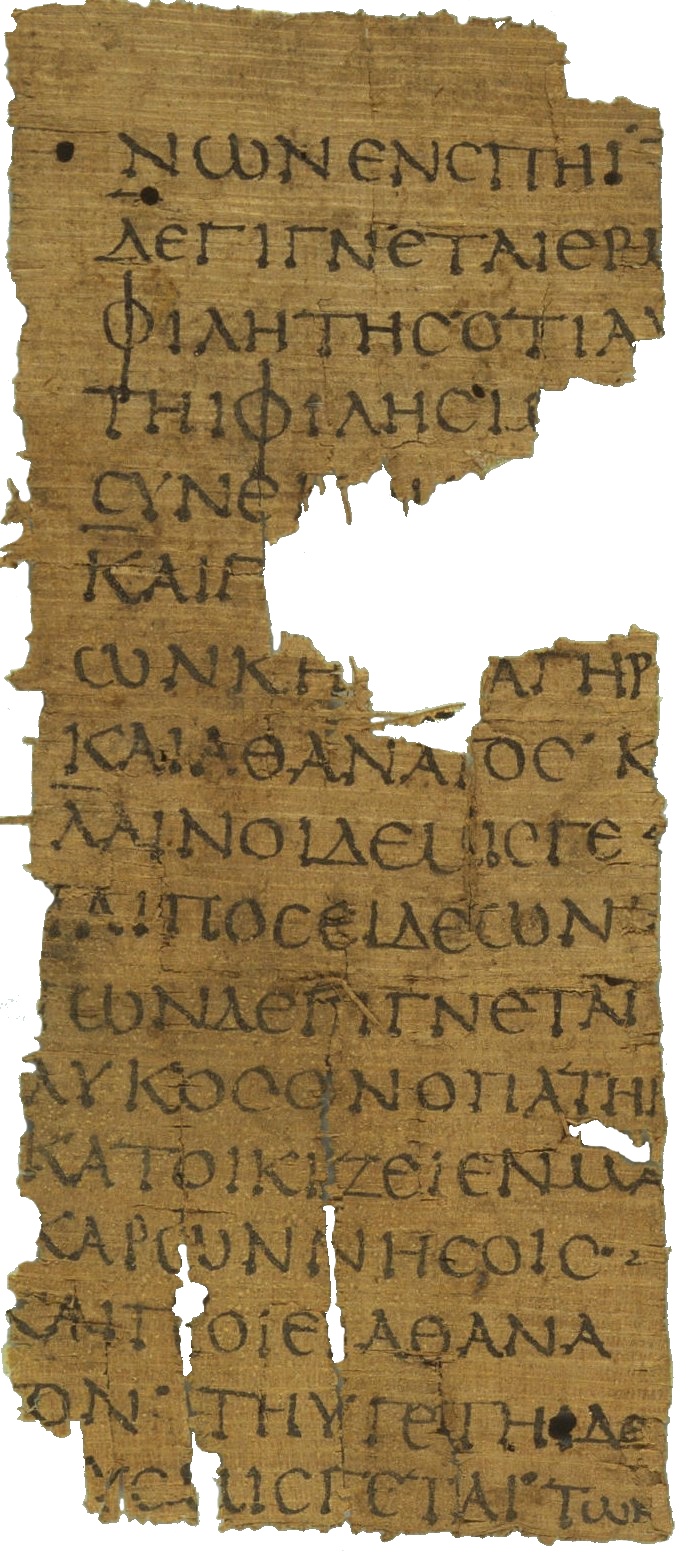

هلانیک یا هلانیکوس میتیلنی (Hellanikus of Mytilene) یا هلانیک لسبوسی (Hellanicos of Lesbos) (شهر میتیلن در جزیرۀ لسبوس واقع شده‌است)، تاریخ‌نویس و جغرافیدان باستان که در سال ۴۹۰ پیش از میلاد در میتیلن در جزیرۀ یونانی نشین لسبوس متولد شد و گفته می‌شود که تا سن ۸۵ سالگی زندگی کرده‌است. حدود ۳۰ اثر را به وی نسبت می‌دهند. او از جملۀ تاریخ نگاران و نویسندگانی است که بین اساطیر یونانی و تاریخ یونان تفاوت قائل شده‌اند.